# Alexandar Mutic
Alexandar Mutic (* 26. August 1998 in Schweden) ist ein schwedisch-serbischer Fußballspieler.

## Karriere
Alexandar Mutic erlernte das Fußballspielen in der Jugend vom Djurgårdens IF im schwedischen Stockholm. Seinen ersten Vertrag unterschrieb er Ende März 2018 beim Drittligisten Arameiska/Syrianska Botkyrka IF in Norsborg. Nach 15 Ligaspielen wechselte er im Februar 2019 zum BKV Norrtälje nach Norrtälje. Ein Jahr später verpflichtete ihn der finnische Kokkolan Palloveikot. Nach einem Monat wurde sein Vertrag wieder aufgelöst und er kehrte nach Schweden zurück. Hier nahm ihn der Viertligist Motala AIF unter Vertrag. Am Ende der Saison 2021 wurde er mit dem Verein Meister und stieg in die dritte Liga auf. Nach 39 Drittligaspielen, in denen er 16 Treffer erzielte, wechselte er im Juli 2023 zum Zweitligisten Sandvikens IF nach Sandviken. Nach 23 Zweitligaspielen zog es ihn im August 2024 nach Asien, wo er in Thailand einen Vertrag beim Drittligisten Prime Bangkok FC unterschrieb. Mit dem Verein aus der Hauptstadt Bangkok spielte er neunmal in der Central Region. Für den Verein erzielte er elf Treffer und wurde am Ende der Saison Torschützenkönig. Nach der Hinrunde 2024/25 wechselte er im Januar 2025 zum ebenfalls in Bangkok beheimateten Zweitligisten Bangkok FC. Hier bestritt er elf Ligaspiele. Im Sommer 2025 kehrte er zu seinem ehemaligen Verein Prime Bangkok zurück.

## Erfolge
Motala AIF
- Schwedischer Viertligameister: 2021  ▲

## Auszeichnungen
Thai League 3 – Central
- Torschützenkönig: 2024/25 (11 Tore)